# صندوق غانا الوطني لمكافحة كوفيد-19
صندوق الائتمان الوطني لـكوفيد 19(بالإنجليزية: Ghana COVID-19 National Trust Fund) أنشئ بموجب قانون صادر عن برلمان غانا، هو قانون صندوق الائتمان الوطني لجائحة فيروس كورونا 2020 (القانون رقم 1013). يهدف الصندوق إلى تعبئة الموارد المالية لدعم جهود الحكومة في مواجهة جائحة فيروس غانا في غانا. ويُدار الصندوق من قبل مجلس أمناء مكوّن من سبعة أعضاء، برئاسة رئيسة المحكمة العليا السابقة صوفيا أكوفو.